# Kępa (Górki Napękowskie)
Kępa – przysiółek wsi Górki Napękowskie w Polsce, położony w województwie świętokrzyskim, w powiecie kieleckim, w gminie Bieliny.
W latach 1975–1998 przysiółek administracyjnie należał do województwa kieleckiego.